# 克拉布湖
克拉布湖（英語：Club Lake），是南極洲的湖泊，位於伊麗莎白公主地，屬於韋斯特福爾山脈的一部分，處於布雷德內斯半島中部，長3公里，根據美國海軍拍攝的照片繪入地圖，現時由南極條約體系管理。